# تتسویا ناکاشیما
تتسویا ناکاشیما (به ژاپنی: 中島哲也، Tetsuya Nakashima) (زادهٔ ۲ سپتامبر ۱۹۵۹) کارگردان اهل ژاپن است.